# Blaubergalm
Die Blaubergalm ist eine auf 1552 Meter Höhe gelegene privat betriebene Alm am Blaubergkamm in Tirol auf der Südseite der Blauberge.
Von Mai bis Oktober ist die Alm bewirtschaftet.

## Aufstiege
- von Nordwesten über Kreuth, Siebenhütten, Wolfsschlucht und den Blaubergkamm, ca. 2,5 Stunden
- von Südwesten aus dem Achental über 10 km Forstweg, ca. 2½ Stunden

## Benachbarte Hütten
- Gufferthütte (1465 m)